# Manuel Pamić
Manuel Pamić (nacido en Pula, Croacia, el 20 de agosto de 1986) es un futbolista croata. Juega de defensa y su actual equipo es el Siena Calcio de la Serie B italiana, a préstamo del Sparta de Praga de la Gambrinus Liga de la República Checa. 

## Selección nacional
Ha sido internacional con la Selección de fútbol de Croacia Sub-21.

## Clubes
| Club                       | País            | Año         |
| -------------------------- | --------------- | ----------- |
| NK Istra                   | Croacia         | 2004-2006   |
| NK Rijeka                  | Croacia         | 2006-2007   |
| Red Bull Salzburg          | Austria         | 2007-2008   |
| Sparta de Praga            | República Checa | 2009-       |
| Chievo Verona (a préstamo) | Italia          | 2013 - 2014 |

- Datos: Q938703
- Multimedia: Manuel Pamić / Q938703